# 37 Pułk Zmechanizowany
37 Pułk Zmechanizowany – oddział zmechanizowany Sił Zbrojnych PRL.
Zgodnie z rozkazem nr 07/MON z 04 maja 1967 w sprawie przekazania jednostkom wojskowym historycznych nazw i numerów oddziałów frontowych oraz ustanowienia dorocznych świąt jednostek, Dz. Rozk. Tjn. MON Nr 5, poz. 21, 94 Pułk Zmechanizowany przemianowano na 37 Pułk Zmechanizowany 
Pułk wchodził w skład 15 Dywizji Zmechanizowanej im. Gwardii Ludowej. Stacjonował w garnizonie Morąg.
Po rozformowaniu, na jego bazie powstał 43 Ośrodek Materiałowo-Techniczny.

## Dowódcy pułku
- ppłk dypl. Józef Kuczak (1975–1984)
- mjr dypl. Ryszard Korzeniowski

## Struktura organizacyjna (lata 80. XX w)

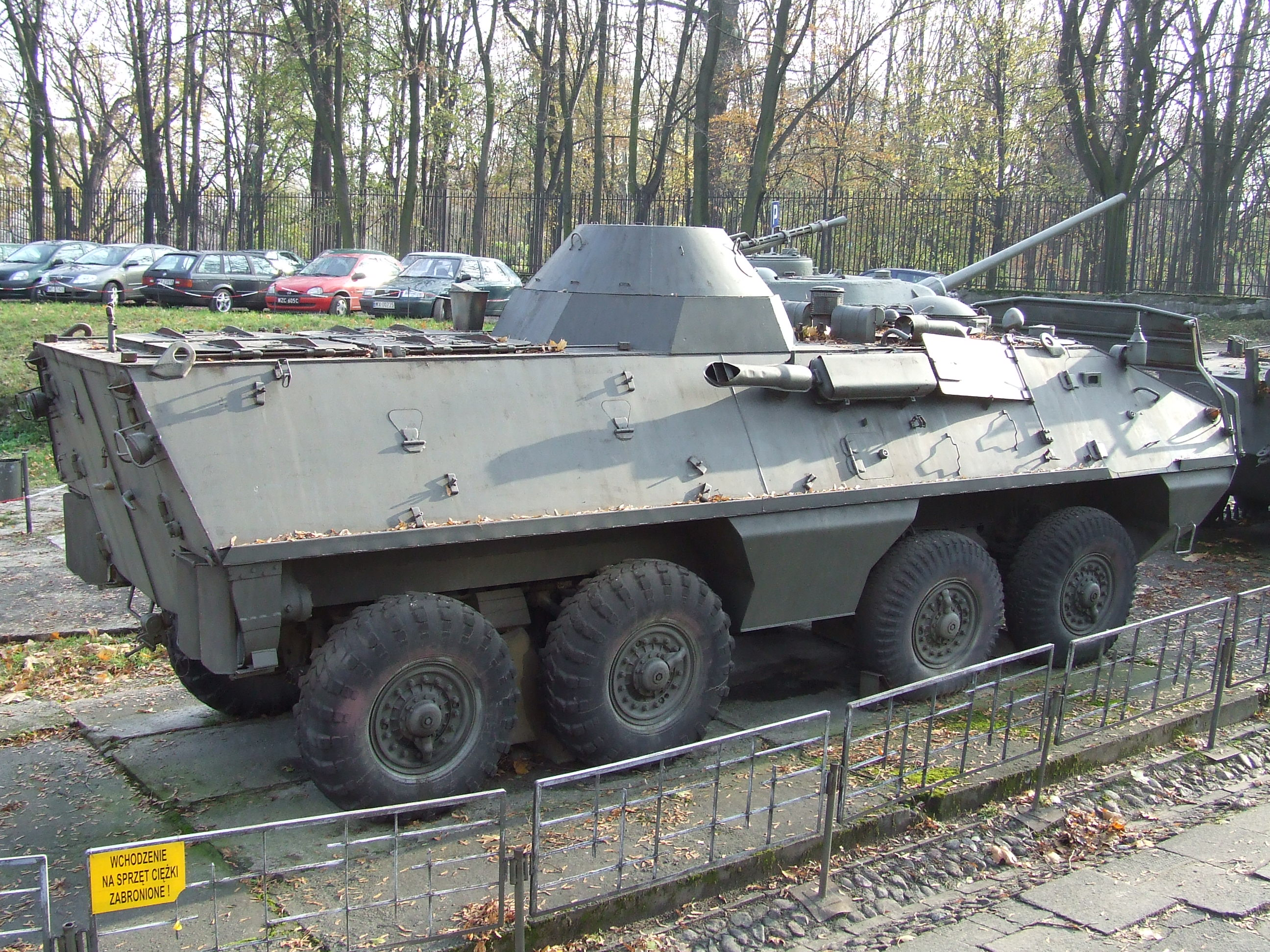
Podstawowy transporter pułku SKOT 2A

- Dowództwo i sztab
  - 3 x bataliony zmechanizowane
    - 3 x kompanie zmechanizowane
    - bateria moździerzy 120mm
    - pluton plot
    - pluton łączności

  - batalion czołgów[2]
    - 3 kompanie czołgów
    - pluton łączności

  - kompania rozpoznawcza
  - bateria haubic 122mm
  - bateria ppanc
  - kompania saperów
  - bateria plot
  - kompania łączności
  - kompania zaopatrzenia
  - kompania remontowa
  - kompania medyczna
  - pluton chemiczny
  - pluton ochrony i regulacji ruchu

## Przekształcenia
94 Pułk Piechoty → 94 Pułk Zmechanizowany → 37 Pułk Zmechanizowany → 43 Ośrodek Materiałowo-Techniczny → 16 Brygada Zmechanizowana → 16 batalion zmechanizowany 20 Bartoszyckiej Brygady Zmechanizowanej (JW 1248)